# Yugui
Yugui ist ein Motu des Rongelap-Atolls der pazifischen Inselrepublik Marshallinseln.

## Geographie
Yugui liegt im nördlichen Riffsaum des Rongelap-Atolls, etwa 9 Kilometer östlich der Nordwestspitze bei Naen. Westlich der Insel verläuft ein schmaler Kanal, der die Insel auch von Aerik trennt. Im Osten ist die nächstgelegene namhafte Insel Romuraru. Die Insel ist unbewohnt und seit dem Kernwaffentest der Bravo-Bombe atomar verseucht.